# Aralikere, Chiknayakanhalli
Aralikere là một làng thuộc tehsil Chiknayakanhalli, huyện Tumkur, bang Karnataka, Ấn Độ.